# 1,4-Dichlor-2,3-butandiol
1,4-Dichlor-2,3-butandiol ist eine chemische Verbindung aus der Gruppe der Diole und Chlorhydrine.

## Gewinnung und Darstellung
1,4-Dichlor-2,3-butandiol kann durch Reaktion von trans-1,4-Dichlor-2-buten mit tert-Butanol oder Kaliumpermanganat gewonnen werden. Ebenfalls möglich ist die Darstellung durch Chlorhydrinierung von Butadien.
Die meso-Form kann durch Reaktion von 1-Chlorbut-3-en-2-ol mit hypochloriger Säure erhalten werden.

## Eigenschaften
1,4-Dichlor-2,3-butandiol ist ein weißes kristallines Pulver, das sehr gut löslich in Ethanol ist.